# إنتل 4004
إنتل 4004 هو أول وحدة معالجة مركزية (و م م) بـ4 بت أصدر من طرف شركة إنتل في سنة 1971.
تقنية التصنيع (بوابات السيلكون) التي استخدمت فيه هي 10 ميكرومتر وهي تساوي 10000 نانو متر.
وهو قادر على تنفيد 29 ألف تعليمة بالثانية.

## المواصفات التقنية
- أقصى تردد للمعالج 740 كيلو هيرتز
- مخازن بيانات وبرمجة منفصلة (تعرف ب معمارية هارفرد) يستخدم كاشف أحادي بعرض 4 بت للتبادل كالتالي :-
  - 12 بت للعنونة .
  - 8 بت للتعليمات .
  - 4 بت لكلمة البيانات .
- طاقم التعليمات يحتوي على 46 تعليمة (41 منها بعرض 8 بت و 5 بعرض 16 بت )
- طقم المسجلات يتكون من 16 مسجل بعرض 4 بت لكل واحد .
- مكدس البرنامج الفرعي بعمق ثلاثة مستويات .